# 1217 Maximiliana
1217 Maximiliana är en asteroid i huvudbältet som upptäcktes den 13 mars 1932 av den belgiske astronomen Eugène Joseph Delporte. Asteroidens preliminära beteckning var 1932 EC. Asteroiden fick sedan namn efter den tyske astronomen Max Wolf, som grundade observatoriet i Heidelberg.
Maximilianas senaste periheliepassage skedde den 3 december 2022.